# Корреджо (Емілія-Романья)
Корреджо (італ. Correggio) — муніципалітет в Італії, у регіоні Емілія-Романья,  провінція Реджо-Емілія.
Корреджо розташоване на відстані близько 350 км на північний захід від Рима, 55 км на північний захід від Болоньї, 14 км на північний схід від Реджо-нелль'Емілії.
Населення — 25 905 осіб (2014).
Щорічний фестиваль відбувається 4 червня. Покровитель — San Quirino.

## Демографія
Населення за роками:

Станом на 1 січня 2023 року в муніципалітеті офіційно проживало 2679 іноземців з 73 країн, серед них 443 громадяни країн Євросоюзу та 248 громадян України.

## Уродженці
- Джанджакомо Маньяні (*1995) — італійський футболіст, захисник.

- Даніеле Адані (*1974) — італійський футболіст, захисник, згодом — футбольний тренер.
- Антоніо да Корреджо — художник високого Відродження
- Клаудіо Меруло — композитор та органіст пізнього Відродження

## Сусідні муніципалітети
- Баньоло-ін-П'яно
- Кампаньола-Емілія
- Кампогалліано
- Карпі
- Новеллара
- Реджо-нель-Емілія
- Ріо-Салічето
- Сан-Мартіно-ін-Ріо